# Bilkiwci
Bilkiwci (ukr. Більківці) – wieś na Ukrainie, w obwodzie żytomierskim, w rejonie żytomierskim, w hromadzie Korosteszów. W 2001 liczyła 1056 mieszkańców, wśród których 1047 wskazało jako ojczysty język ukraiński, a 9 rosyjski.